# Vänersnäs socken
Vänersnäs socken i Västergötland ingick i Åse härad, ingår sedan 1974 i Vänersborgs kommun och motsvarar från 2016 Vänersnäs distrikt.
Socknens areal är 48,20 kvadratkilometer varav 47,88 land. År 2000 fanns här 634 invånare.  Godset Frugården samt sockenkyrkan Vänersnäs kyrka ligger i socknen.   

## Administrativ historik
Socknen har medeltida ursprung. Senast 1528 införlivades Hallby socken. Före den 1 januari 1886 (ändring enligt beslut den 17 april 1885) var namnet Näs socken.
Den 1 januari 1953 överfördes området Kiljamosse, omfattande en areal av 0,32 km² (varav allt land) och 2 invånare, till Karaby socken.
Vid kommunreformen 1862 övergick socknens ansvar för de kyrkliga frågorna till Näs församling och för de borgerliga frågorna bildades Näs landskommun. Landskommunen uppgick 1952 i Västra Tunhems landskommun och området övergick samtidigt till Älvsborgs län. Västra Tunhems landskommun uppgick 1974 i Vänersborgs kommun.
1 januari 2016 inrättades distriktet Vänersnäs, med samma omfattning som församlingen hade 1999/2000.  
Socknen har tillhört län, fögderier, tingslag och domsagor enligt vad som beskrivs i artikeln Åse härad.

## Geografi och natur
Vänersnäs socken ligger nordost om Vänersborg och omfattar östra Halleberg samt halvön Vänersnäs, med angränsande skär och holmar i Vänern. Socknen är bergig med odlingsbygd vid Vänern.
På näset ligger småorten Vänersnäs och fritidshusområdet Gaddesanna med en badstrand.
Det finns fem naturreservat i socknen, varav fyra ingår i EU-nätverket Natura 2000: Dättern I Frugårdssund som delas med Ås socken i Grästorps kommun och Karaby socken i Lidköpings kommun; Dättern II Dätterstorp som delas med Flo socken i Grästorps kommun, Halle- och Hunnebergs rasbranter som delas med Västra Tunhems socken i Vänersborgs kommun, Flo socken i Grästorps kommun och Väne-Åsaka och Norra Björke socknar i Trollhättans kommun samt Vänersnäs skärgård. Halle- och Hunnebergs platåer som delas med samma socknar som Halle- och Hunnebergs rasbranter är ett kommunalt naturreservat.
Sätesgårdar var Vänersnäs säteri, Frugården (säteri) och Margretebergs herrgård.
I Munkesten har det funnits ett gästgiveri.

## Fornlämningar
Boplatser och två hällkistor från stenåldern är funna. Från bronsåldern finns flera gravrösen, skålgropsförekomster och två hällristningar. Från järnåldern finns tre gravfält och två fornborgar. En runsten har påträffats.

## Befolkningsutveckling
Befolkningen ökade från 823 1810 till 1 312 1880 varefter den minskat stadigt till 598 1990.

## Namnet
Namnet skrevs 1334 Nees och kommer från kyrkbyn och syftar på näset Vänersnäs eller ett mindre näs vid kyrkan.

## Personer från bygden
- Baltzar von Platen
- Wilhelm von Döbeln